# Caso Estados Unidos contra Windsor
El caso Estados Unidos contra Windsor (en inglés  United States v. Windsor  , 570 ___ EE. UU., 2013) es un famoso caso judicial decidido por el Corte Suprema de los Estados Unidos de 2013. La sentencia de la Corte Suprema de Justicia declaró inconstitucional la sección 3 de Ley de Defensa del Matrimonio (DOMA) sobre la base de la quinta modificación de la Constitución de los Estados Unidos de América.
Edith Windsor y Thea Spyer, un par de mujeres que viven en Nueva York, se casaron en Ontario, Canadá en 2007. Spyer murió en 2009, dejando todos sus bienes a Windsor. Teniendo en cuenta que su matrimonio había sido reconocido por el estado de Nueva York, Windsor ha pedido que sea capaz de beneficiarse de la exención del impuesto de sucesiones prevista por la ley federal a favor del cónyuge sobreviviente. Su solicitud fue denegada sobre la base de la sección 3 de DOMA , que establecía que el término "cónyuge" sólo se aplicaría a un matrimonio entre un hombre y una mujer Internal Revenue Service consideró que la exención en cuestión no era aplicable al matrimonio entre personas del mismo sexo y, por tanto, rechazó la petición de Windsor, que le obligaba a pagar el impuesto a la herencia en la cantidad de $ 363.053.
El 9 de noviembre de 2010, Windsor presentó una demanda contra el gobierno federal por delante de la Corte del Distrito Sur de Nueva York Distrito , solicitando una devolución del impuesto de sucesiones abonado y argumentando que DOMA discrimina a las parejas del mismo sexo casadas legalmente la implementación de un "trato diferente a otras parejas en situaciones similares, sin justificación". El 23 de febrero de 2011, el  fiscal general de los Estados Unidos de América, Eric Holder, el presidente emitió una declaración Obama quien afirmó estar de acuerdo con la declaración del solicitante, sobre la inconstitucionalidad de la DOMA y que , por tanto, el Departamento de Justicia de los Estados Unidos de América  no apoyarían una acción en contra de la norma. El 18 de abril de 2011 es explicado en la intervención del tribunal, Paul Clement, lo que representa el bipartidista Grupo Asesor Legal (BLAG), un organismo de la  Cámara de representantes, para defender la constitucionalidad de la ley. El 6 de junio de 2012, el juez Barbara S. Jones dictaminó que la Sección 3 de DOMA era inconstitucional en virtud de lo dispuesto en la Quinta Enmienda que protege el principio de igualdad y ordenó al Gobierno Federal a disponer la devolución de impuestos , incluidos los intereses . La Corte Federal de Apelaciones del Segundo Circuito confirmó la decisión mediante sentencia de 18 de octubre de 2012.
El BLAG y el Departamento de Justicia apeló la decisión ante el Tribunal Supremo, que confirmó la certiorari en diciembre de 2012. El 27 de marzo de 2013, el Tribunal de Justicia declaró argumentos orales del caso. El 26 de junio de 2013, la Corte emitió una resolución con una mayoría de 5 a 4 que declaró inconstitucional la sección 3 de DOMA que constituye una "privación de libertad igual de las personas protegidas por la Quinta Enmienda".